# Heterostegane indularia
Heterostegane indularia är en fjärilsart som beskrevs av Achille Guenée 1858. Heterostegane indularia ingår i släktet Heterostegane och familjen mätare. Inga underarter finns listade i Catalogue of Life.